# 사슴뿔둑중개
사슴뿔둑중개(영어: staghorn sculpin)는 둑중개과 사슴뿔둑중개속의 유일종이다. 알래스카에서 바하칼리포르니아반도에 이르기까지 북아메리카의 태평양 해안에서 흔하게 발견된다. 아가미 지느러미에 사슴뿔 모양의 가시가 돋쳐 있어서 펼쳐서 자기방어용으로 쓸 수 있다.
사슴뿔둑중개는 날씬한 어종으로, 배면은 회색끼 도는 감람색이고 옆면은 크리미한 노란색이며 복면은 흰색이다. 제1등지느러미에는 가시가 7개 돋쳐 있고, 제2등지느러미는 살이 17개 있다. 뒷지느러미에도 살이 17개, 배지느러미에는 살이 4개 있다. 체장은 최대 46 센티미터까지 자란다.
삼각강과 해안 산호초에 흔하며, 주로 단각목 무척추동물을 먹이로 삼는다.

## 참고 자료
- Peter B. Moyle, Inland Fishes of California (University of California Press, 2002), pp. 361–363
- Froese, Rainer; Pauly, Daniel, 편집. (2006년 4월). “Leptocottus armatus”. 《Fishbase》.